# Сърдарински район
Сърдарински район (на казахски: Сырдария ауданы) е съставна част на Къзълординска област, Казахстан. Административен център е град Теренозек. Обща площ 29 350 км2 и население 38 380 души (по приблизителна оценка към 1 януари 2020 г.).